# HD213732
HD213732 — хімічно пекулярна зоря спектрального класу B9, що має видиму зоряну величину в смузі V приблизно 10,2.
Вона  розташована на відстані близько 1489,3 світлових років від Сонця.

## Пекулярний хімічний склад
Зоряна атмосфера HD213732 має підвищений вміст 
Si
.